# Trini de Figueroa
Trini de Figueroa y Gómez (Valencia, 17 de mayo de 1918-Ibiza, Islas Baleares, 7 de enero de 1972) fue una popular escritora española con más de 125 novelas rosas desde 1946. Fue traducida al portugués, al francés y al inglés

## Biografía
Trinidad de Figueroa y Gómez nació el 17 de mayo de 1918 en Valencia, España, hija Hija de Marcos de Figueroa y de Trinidad Gómez y Padilla, ambos andaluces. Excepcional estudiante, cursó el Bachillerato Superior en el Instituto Provincial de Valencia, hoy Instituto Luis Vives. Pertenece a la promoción de Bachilleres del 36, habiendo finalizado con Matrícula de Honor en el Examen de Estado, tras un expediente plagado de matrículas. Contrajo matrimonio con Leopoldo Baldomero Botella y Gómez de Luzón con quien formó una familia. Comenzó a publicar novelas rosas en 1946 alentada por su antiguo profesor de Literatura, quien por aquel entonces publicaba para la Editorial Pueyo usando un seudónimo. Además de la editorial Pueyo, sus novelas fueron publicadas por Bruguera, Rollán y la Editorial Andina. Residía en Ibiza. El 7 de enero de 1972 falleció en Ibiza, cuando el vuelo 602 de Iberia en el que viajaba sufrió un accidente que se cobró la vida de más de un centenar de personas.

### Como Trigni de Figueroa
- Amor y orgullo	(1946)
- París a sus pies	(1946)
- Rebeldía justificada	(1946)
- ¡Han vuelto nuestros cadetes!	(1947)
- ¡Nadie toque a esta mujer!	(1947)
- Drama en el aula	(1947)
- La locura de un rapto	(1947)
- Por un préstamo una esposa -ó- Un extraño préstam	(1947)
- Prometida por seis días	(1947)
- Cadenas del corazón	(1948)
- Cruel estigma	(1948)
- Déjame adorarte, emperatriz	(1948)
- El hechizo de una voz	(1948)
- En guardia contra el amor	(1948)
- Escándalo en la clínica	(1948)
- La muchachita de Grenoch	(1948)
- No quiero tu compasión	(1948)
- Sahyli	(1948)
- Su Majestad el Destino	(1948)
- Torbellino de pasiones	(1948)
- Una mentira apasionada	(1948)
- A cambio de tres besos	(1949)
- Como una esfinge…	(1949)
- Dos páginas en blanco	(1949)
- El alma cincelada	(1949)
- El honor no se subasta	(1949)
- Entre mar y cielo	(1949)
- Juventud redimida	(1949)
- Las dos bodas de Regina	(1949)
- Mi vida por la suya	(1949)
- ¡Si nunca volvieras...!	(1950)
- Al declinar el sol	(1950)
- Cobardía	(1950)
- Con destino prestado	(1950)
- Solo tú, Verónica	(1950)
- Sortilegio	(1950)
- Sublime esclavitud	(1950)
- Talismán de corazón	(1950)
- Viviré para ti	(1950)
- Bendito silencio	(1951)
- Cenicienta sueña	(1951)
- Desde aquel beso...	(1951)
- Encadenada	(1951)
- La réplica de Sadie	(1951)
- Quince margaritas	(1951)
- Rompiendo el pasado	(1951)
- Secreta tortura	(1951)
- Castigo	(1952)
- El otro rostro	(1952)
- Frente al mar	(1952)
- La bailarina de color	(1952)
- Por la senda del honor	(1952)
- Una sortija de rubíes	(1952)
- Casada con una sombra	(1953)
- Cátedra de honor	(1953)
- Cenizas	(1953)
- Día de exámenes	(1953)
- Dos años de tregua	(1953)
- El secreto de Ciceley Harlan -ó- El tesoro de Ciceley Harlan	(1953)
- En un castillo normando	(1953)
- Espejismo	(1953)
- Estrellas de plata	(1953)
- Las tres Bradison	(1953)
- Paraíso en tres etapas	(1953)
- Paréntesis de inquietud	(1953)
- Sagrado mandato	(1953)
- Thaswa	(1953)
- Adoración	(1954)
- Amanda	(1954)
- Aquí está el cielo	(1954)
- Calumnia	(1954)
- Conflicto pasional	(1954)
- No puedo perdonarte	(1954)
- Renace un corazón	(1954)
- Tu corazón y el mío	(1954)
- Vuelven los cadetes	(1954)
- Yo estoy contigo	(1954)
- ¡Que nadie lo sepa!	(1955)
- Atrás quedaba la vida	(1955)
- Caminos de expiación	(1955)
- El dominador	(1955)
- Frente a la vida	(1955)
- La Luna fue culpable	(1955)
- Pasión en la nieve	(1955)
- Tus ojos embrujan	(1955)
- Un beso para empezar	(1955)
- El castillo del silencio	(1956)
- Escondida en el anónimo	(1956)
- Ha nacido una mujer	(1956)
- Hazel	(1956)
- La sonrisa de porcelana	(1956)
- Sígueme	(1956)
- El escéptico soñador	(1957)
- El secreto que se llevaron	(1957)
- La chica de la vespa	(1957)
- Maite querida	(1957)
- No soy una pecadora	(1957)
- Pelirroja	(1957)
- Su último escándalo	(1957)
- ¡Esos periódicos mienten!	(1958)
- Condena irremediable	(1958)
- Corazón obstinado	(1958)
- La brisa trae amores	(1958)
- Querido gigantón	(1958)
- Sueño peligroso	(1958)
- Tengo miedo	(1958)
- Vuelo dramático	(1958)
- El delito de callar	(1959)
- El destino va a Paris	(1959)
- Ella tenía un pasado	(1959)
- Fiscal, te equivocaste	(1959)
- ¡Redimida!	(1960)
- Mi corazón se vende	(1960)
- Habla el más allá	(1961)
- El diablo azul	(1962)
- El error de Evelyn 	(1962)
- Pecosa y rebelde	(1962)
- Yasmina	(1963)
- La gran lección	(1964)
- Pasión en tres etapas	(1964)
- Luz entre sombras	(1965)
- Marcada	(1965)
- Adiós, señor embajador...	(1970)
- Demasiado bonita	(1970)
- Guantes de terciopelo	(1970)
- Un hombre sin ayer	(1971)
- Treinta días de Gloria